# 吕贝库尔
吕贝库尔（法語：Lubécourt，法語發音：[lybekuʁ]）是法国摩泽尔省的一个市镇，属于萨尔堡-萨兰堡区。

## 地理
吕贝库尔（48°50'33"N, 6°30'56"E）面积3.45 平方千米，位于法国大東部大區摩泽尔省，该省份为法国东北部内陆省份，是洛林的一部分，西南接默尔特-摩泽尔省，东临下莱茵省，北与卢森堡和德国接壤。
与吕贝库尔接壤的市镇（或旧市镇、城区）包括：阿姆莱库尔、萨兰堡、丰特尼、热贝库尔、皮蒂尼。

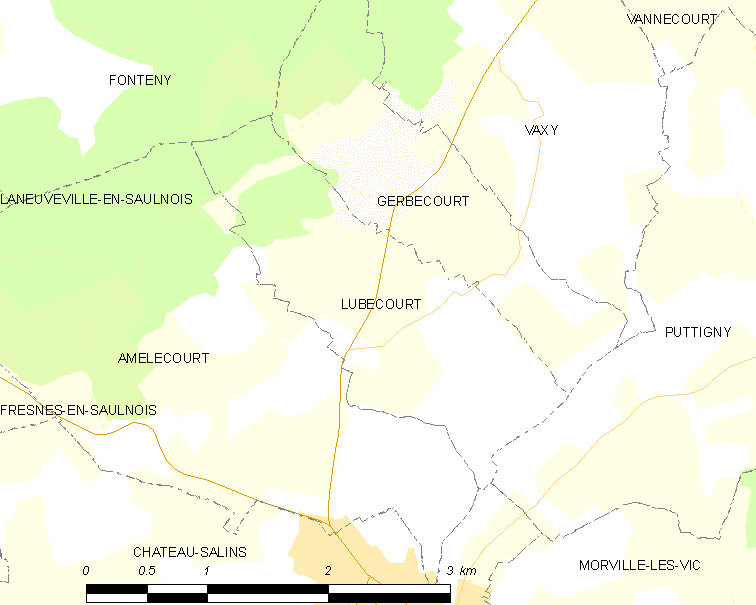
吕贝库尔的OSM定位图

吕贝库尔的时区为UTC+01:00、UTC+02:00（夏令时）。

## 行政
吕贝库尔的邮政编码为57170，INSEE市镇编码为57423。

## 政治
吕贝库尔所属的省级选区为索努瓦县。

## 人口

1962-2008年间吕贝库尔人口变化图示

吕贝库尔于2022年1月1日时的人口数量为67人。